# Trujillo (Venezuela)
Trujillo (Originalmente fundada como Nuestra Señora de la Paz de Trujillo o Trujillo de Nuestra Señora de la Paz) es un municipio ubicado al oeste de Venezuela, capital del municipio y estado homónimo. Este municipio está ubicado en El Valle de Los Mukas. Rodeada de montañas, se le conoce como la ciudad de "La Paz" y también como tierra de santos y sabios, o "La Ciudad Portátil". Esta antigua ciudad es larga y angosta, protegida por su patrona, la Virgen de la Paz, de quien se dice se apareció en la denominada Peña de la Virgen. En la parte más alta de dicha montaña se edificó un monumento a la paz mundial. La obra, digna de admiración por su imponencia, tiene 46,72 metros de altura, pesa 1.200 toneladas y fue levantada a una altitud de 1.800 metros sobre el nivel del mar. Inaugurada en diciembre de 1983 fue diseñada por el escultor Manuel de la Fuente. Actualmente es el monumento más alto de América superando a la estatua de la Libertad de Nueva York, Estados Unidos y al Cristo Redentor de Río de Janeiro, Brasil.

## Historia

### Fundación
El 9 de octubre de 1557, el español Diego García de Paredes fundó Nueva Trujillo en honor a su pueblo natal Trujillo, España. La hostilidad de los indígenas Timoto-cuicas y la sismicidad de la zona obligaron a cambios de asentamiento hasta siete veces. El 27 de octubre de 1570 sería finalmente con el nombre temporal Nuestra Señora de la Paz de Trujillo.

### Decreto de Guerra a Muerte
En la ciudad de Trujillo, el 15 de junio de 1813 Simón Bolívar declaró la Guerra a Muerte durante el desarrollo de la Campaña Admirable que permitía cometer asesinatos y cualquier atrocidad contra civiles nacidos en España, excepto aquellos que ayudaran activamente a Sudamérica. 

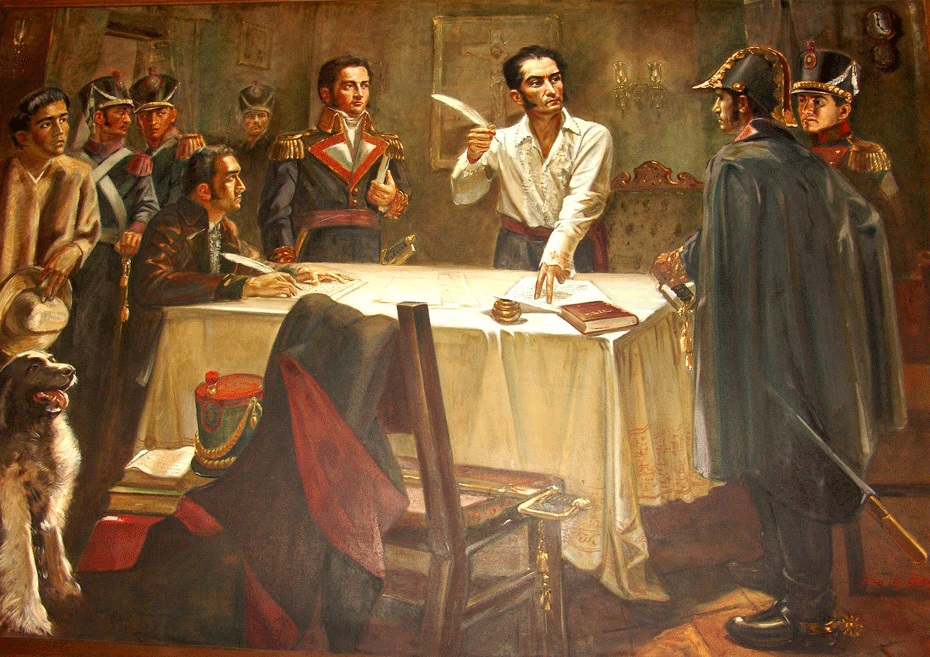
Simón Bolívar firma el Decreto de Guerra a Muerte durante la Campaña Admirable.

### Tratado de Armisticio y Regularización de la Guerra
El 25 y el 26 de noviembre de 1820 se firmó el Tratado de Armisticio y Regularización de la Guerra los cuales significaron hechos sumamente importantes en la Guerra de Independencia de Venezuela.

## Población
La población según proyección del censo para 2013 es de 60 473 habitantes, siendo la tercera ciudad en población en el estado Trujillo, superada por las ciudades de Valera y Boconó.

## Clima
| Parámetros climáticos promedio de Trujillo (Venezuela) | Parámetros climáticos promedio de Trujillo (Venezuela) | Parámetros climáticos promedio de Trujillo (Venezuela) | Parámetros climáticos promedio de Trujillo (Venezuela) | Parámetros climáticos promedio de Trujillo (Venezuela) | Parámetros climáticos promedio de Trujillo (Venezuela) | Parámetros climáticos promedio de Trujillo (Venezuela) | Parámetros climáticos promedio de Trujillo (Venezuela) | Parámetros climáticos promedio de Trujillo (Venezuela) | Parámetros climáticos promedio de Trujillo (Venezuela) | Parámetros climáticos promedio de Trujillo (Venezuela) | Parámetros climáticos promedio de Trujillo (Venezuela) | Parámetros climáticos promedio de Trujillo (Venezuela) | Parámetros climáticos promedio de Trujillo (Venezuela) |
| Mes                                                    | Ene.                                                   | Feb.                                                   | Mar.                                                   | Abr.                                                   | May.                                                   | Jun.                                                   | Jul.                                                   | Ago.                                                   | Sep.                                                   | Oct.                                                   | Nov.                                                   | Dic.                                                   | Anual                                                  |
| ------------------------------------------------------ | ------------------------------------------------------ | ------------------------------------------------------ | ------------------------------------------------------ | ------------------------------------------------------ | ------------------------------------------------------ | ------------------------------------------------------ | ------------------------------------------------------ | ------------------------------------------------------ | ------------------------------------------------------ | ------------------------------------------------------ | ------------------------------------------------------ | ------------------------------------------------------ | ------------------------------------------------------ |
| Temp. máx. media (°C)                                  | 24                                                     | 26                                                     | 26                                                     | 27                                                     | 28                                                     | 26                                                     | 28                                                     | 27                                                     | 26                                                     | 29                                                     | 27                                                     | 25                                                     | 26.6                                                   |
| Temp. media (°C)                                       | 19                                                     | 22                                                     | 22                                                     | 21                                                     | 23                                                     | 21                                                     | 23                                                     | 21                                                     | 21                                                     | 23                                                     | 21                                                     | 18                                                     | 21.3                                                   |
| Temp. mín. media (°C)                                  | 14                                                     | 17                                                     | 16                                                     | 18                                                     | 17                                                     | 15                                                     | 15                                                     | 15                                                     | 16                                                     | 18                                                     | 16                                                     | 13                                                     | 15.8                                                   |
| [cita requerida]                                       |                                                        |                                                        |                                                        |                                                        |                                                        |                                                        |                                                        |                                                        |                                                        |                                                        |                                                        |                                                        |                                                        |

## Geografía
La ciudad se ubica en la región andina, alcanzando una altura de 834 m s. n. m., ubicándose a una latitud de: 09º 22' 00" N y una longitud de: 070º 25' 59" O. Además de esto Trujillo cuenta con grandes paisajes y montañas como por ejemplo la Teta de Niquitao, la peña de la Virgen y el páramo de Ortiz, entre otros más. Trujillo a pesar de ser el estado más pequeño de los 3 estados andinos, cuenta con una geografía extensa e importante.
El relieve es accidentado por encontrarse en la cordillera andina venezolana (Sierra de Mérida), que forma parte de la Gran Cordillera de los Andes aunque posee una vasta región llana en la depresión del Lago de Maracaibo.

## Véase también

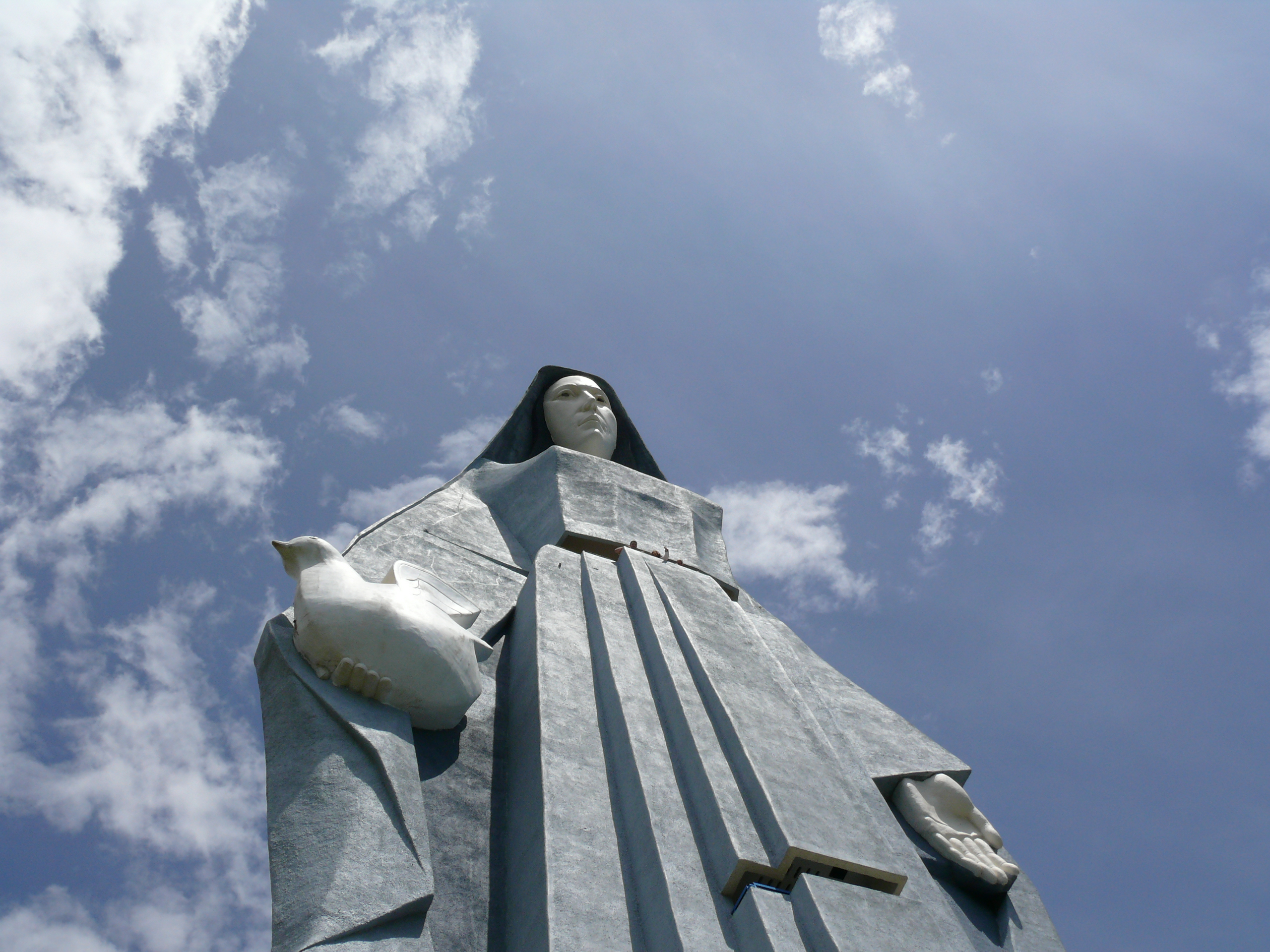
Monumento a la Virgen de la Paz.

## Ciudades hermanas
- Trujillo, Perú
- Trujillo, Honduras
- Trujillo, España
- Valera
- Boconó
- Tovar
- Caracas
- Maracaibo